# Shinji Nagashima
Shinji Nagashima est un mangaka né le 8 juillet 1937 à Tokyo au Japon et décédé le 10 juin 2005.

## Biographie
Autodidacte, Shinji Nagashima publie sa première histoire, Sansho no Piri-chan, en 1952, à l'âge de 15 ans.
Il rencontre Osamu Tezuka au Tokiwasō et devient son assistant, puis co-fonde le groupe Musashi Production avec Atsushi Sugimura (qui travaille sous le pseudonyme de Kontarō), Kyūta Ishikawa et Kuni Fukai (sous le pseudonyme de Hirō Fukai). Il devient ami avec plusieurs membres du Gekiga Kōbō, notamment Yoshihiro Tatsumi et Takao Saito. Puis il travaille pour Saitō Production, et son travail devient plus dramatique et cinématographique.
En 1961, il publie Mangaka Zankoku Monogatori dans le magazine Deka, une histoire mettant en scène un jeune dessinateur de manga confronté aux difficultés de son métier et montrant l'envers de l'industrie du manga.
Il publie dans des magazines comme COM et Garo. Parallèlement il travaille de 1964 à 1966 pour le studio d'animation Mushi Production, où il travaille notamment sur l'anime Le Roi Léo.
En 1971, il reçoit le prix Shōgakukan pour Hana Ichimonme.
Il meurt en 2005 d'une insuffisance cardiaque.